# Kalkhvorān-e Vīyand
Kalkhvorān-e Vīyand (persiska: كَلخورانِ وياند, كلخوران ويند, Kalkhūrān-e Vīānd) är en ort i Iran.   Den ligger i provinsen Ardabil, i den nordvästra delen av landet, 400 km nordväst om huvudstaden Teheran. Kalkhvorān-e Vīyand ligger 1 584 meter över havet och antalet invånare är 447.
Terrängen runt Kalkhvorān-e Vīyand är kuperad åt nordväst, men åt sydost är den platt.Runt Kalkhvorān-e Vīyand är det ganska tätbefolkat, med 139 invånare per kvadratkilometer. Närmaste större samhälle är Sara'eyn, 3,6 km norr om Kalkhvorān-e Vīyand. Trakten runt Kalkhvorān-e Vīyand består i huvudsak av gräsmarker.